# エンタテ!区〜テレビが知らないe世界〜
『エンタテ！区 〜テレビが知らないe世界〜』（エンタテック〜テレビがしらないイーせかい〜）はRKB毎日放送で2019年4月18日（17日深夜）から放送されているバラエティ番組。公式略称は「エンタテ！区」。

## 概要
エンターテインメントが最新技術と融合した仮想の街「エンタテ！区」（エンタテック）を舞台に、テレビ局がまだまだ知らない「entertainment」や「electronics」で溢れる“e”な世界を老舗の放送局が体感し、新しい番組制作の形を追求するエンターテックバラエティ。
株式会社オープンエイトが提供した人工知能が自動編集している。
放送後は、RKB毎日放送公式チャンネルにて「バーチャル楽屋トーク」が行われている。
最新の科学技術全般を取り上げるため、
- エンジニアや社長、バーチャルYouTuber、プロゲーマーと対談
- 最新の科学技術を体験
- ロケ（街頭インタビュー、街ブラ）
- スポーツ中継のアナウンサーによるゲーム実況
- eスポーツ
- ドッキリ
- 密着取材

など、ジャンルが幅広い。
rkbアナウンサーのほとんど全員が出演している。
Twitter・YouTubeの#（ハッシュタグ）は「#エンタテ区」。

## 歴史
2019年
- 4月18日（17日深夜）、放送開始。
- 6月20日、初の動画が公開。内容は自己紹介。

2020年
- 3月25日、番組を一旦終了。充電期間の宣言と共に、リニューアルの告知もされた。
- 4月23日（22日深夜）、シーズン2にリニューアル。ピコデルシア（Pico de Lucia）が2代目ナビゲーターに就任。
- 5月15日、「バーチャル楽屋トーク」が始まる。
- 8月26日、初の2本立て放送を実施。

2021年
- 4月15日、シーズン3にリニューアル。

## 出演者

### エンタテ！区の住人
| 名前                          | 備考                                                                     |
| ----------------------------- | ------------------------------------------------------------------------ |
| ピコデルシア（Pico de Lucia） | ナビゲーター （2020年 - ）（声 - 松重朋未→誠道心明→白山彩佳→有馬あいか） |
| 百道桃                        | アナウンサー （2019年 - 2022年）                                         |
| 井伊みらい                    | アナウンサー （2022年 - ）                                               |
| 三好ジェームス                | ナビゲーター （2019年 - ）                                               |
| めんたいこちゃん              |                                                                          |
| 中村俊介                      | エンタテ！区名誉区民                                                     |
| 古賀聡                        |                                                                          |
| しおりん                      |                                                                          |
| 富士葵                        | エンタテ！区公認 博多応援団長                                            |
| ユウキ（ユウキ＆ハルカ）      |                                                                          |
| ハルカ（ユウキ&ハルカ）       |                                                                          |
| 辻ヶ花マリー                  |                                                                          |

### その他
- rkbアナウンサー
- 舞鶴よかと - 準レギュラー[注 2]
- QunQunVR
- ときのそら - リニューアル後の初放送に出演[3]
- ジニ - ゲームジャーナリスト[4]
- 株式会社オープンエイト
- 株式会社リードジェン - しおりんの製作会社

他、バーチャルYouTuber、福岡芸人

## 歴代エンディングテーマ
| # | 年度 | アーティスト             | タイトル             |
| - | ---- | ------------------------ | -------------------- |
| 1 | 2020 | YOASOBI                  | 「夜に駆ける」       |
| 2 | 2021 | ずっと真夜中でいいのに。 | 「勘冴えて悔しいわ」 |

## バーチャル楽屋トーク
プロデューサーである安増の「もっと細かい、もっとマニアックな、もっと深いところ皆さんに知ってもらいたかったけど、やはりテレビじゃ限界がある」という思いから、2020年5月15日に始まった。
VRChatを使って、本編の裏話をしている。
略称は「Vトーク」なのが第12回で判明した。

### 出演者
- マッシュP（Mash-P、Mash-Mash）
- らならな（ranarana）

### 放送リスト
一覧
「バーチャル楽屋トーク」
2020年
|        | 公開日  | 放送日        | タイトル                                                         | 備考                                                                         |
| ------ | ------- | ------------- | ---------------------------------------------------------------- | ---------------------------------------------------------------------------- |
| 第1回  | 5月15日 | 2020年4月22日 | ときのそらちゃん 秘蔵ロケ大公開！                                |                                                                              |
| 第2回  | 5月15日 | 2020年4月29日 | エロきのこ論                                                     |                                                                              |
| 第3回  | 5月15日 | 2020年5月6日  | ときのそら 福岡よかとこ旅後編 ロケ写真公開                       |                                                                              |
| 第4回  | 5月25日 | 2020年5月13日 | ハチャメチャバーチャルファッションショー振り返り（謝罪会見！？） |                                                                              |
| 第5回  | 5月25日 | 2020年5月20日 | 「AIイラストレーター彩（さい）ちゃん」で遊んでみた               | 使用ソフト：顔イラストメーカーAI『彩ちゃん』                                 |
| 第6回  | 6月2日  | 2020年5月27日 | 個性が渋滞中！○○系女性ＶＴｕｂｅｒ特集振り返り                   |                                                                              |
| 第7回  | 7月6日  | 2020年6月3日  | 麗しきVRChatの世界で花咲く恋愛事情！お砂糖って？                 |                                                                              |
| 第8回  | 7月6日  | 2020年6月10日 | 百道桃vsイケボアナウンサー                                       | 初のゲスト。 - 百道桃 - 坂田周大 （共にrkbアナウンサー）                     |
| 第9回  | 7月6日  | 2020年6月17日 | インディーズゲームで性癖露呈の罠合戦                             | 使用ゲーム：TRAPPERS DELIGHT                                                 |
| 第10回 | 7月6日  | 2020年6月24日 | パラリアルトーキョーに潜入                                       | ゲスト：大河原あゆみ（VR法人HIKKY広報）                                      |
| 第11回 | 8月20日 | 2020年7月15日 | レコーディングエンジニアに聞く音楽制作テクノロジー               | - ゲスト：戸田清章（レコーディングエンジニア） - 使用ソフト：iZotope「RX 7」 |
| 第12回 | 8月20日 | 2020年7月22日 | 鼓膜崩壊ユニットが地上波でカオスからの結納！？                   |                                                                              |
| 第13回 | 9月23日 | 2020年8月26日 | 吉本芸人とロボットが漫才！？＆未来のバーチャルライブに潜入       |                                                                              |

その他
|        | 公開日  | タイトル                                                                                       | 出演者                                           | 備考                |
| 2019年 | 2019年  | 2019年                                                                                         | 2019年                                           | 2019年              |
| ------ | ------- | ---------------------------------------------------------------------------------------------- | ------------------------------------------------ | ------------------- |
| 1      | 5月29日 | 自己紹介                                                                                       | - 百道桃                                         |                     |
| 2      | 6月20日 | しおりんティザー                                                                               | - しおりん - 株式会社リードジェン 社員 - rkb社員 |                     |
| 2020年 |         |                                                                                                |                                                  |                     |
| 3      | 5月25日 | 占い師VTuberセフィラ・スゥちゃんとの収録後に、スゥちゃんともう少し仲良くなれるか頑張ってみた。 | - 井口謙 - セフィラ・スゥ                        | 同年5月27日放送回。 |
| 4      | 7月6日  | フォートナイトでオンライン接待！？ｅスポーツキャスター平岩康佑さんに聞くｅスポーツ実況裏話     | - 宮脇憲一 - 平岩康佑                            | 同年7月8日放送回。  |
| 5      | 8月31日 | Rain Drops大喜利対決！VTuberがTubetuberに？                                                    | - 三好ジェームス - Rain Drops                    | 同年8月19日放送回。 |
| 6      | 8月31日 | 吉本芸人とらんじっとがロボットと共演！NSC福岡校主席獲得の3人漫才が復活！？                     | - とらんじっと - しおりん                        |                     |

## スタッフ
- ナビゲーター：ピコデルシア（声：松重朋未→誠道心明→白山彩佳）
- 撮影：柳本俊、白石祐司、戸部恵太
- 音声：石塚正臣、安谷屋幸一、外處智彦
- AST：加來あずさ、青柳英一、阿部栄一郎
- 編集・MA：鳥越健之介、葛城隼人
- CG：黒川礼央奈、高瀬美紅
- 演出補：金城らんな（rkb）、片渕友紀
- ディレクター：大塚翔太、井口洋平、富永治明（株式会社Q）、八島広樹
- AP：船村政秀、蓑津尚文
- プロデューサー：安増高志（rkb）
- 制作協力：LAP,Inc.
- 製作著作：rkb